# Enzo Traverso
Enzo Traverso, född 14 oktober 1957 i Gavi i Piemonte, är en italiensk historiker. Han är professor vid Cornell University i Ithaca i USA. Traverso har särskilt ägnat sig åt forskning om Förintelsen, marxism, totalitarism och historiografi. År 1985 flyttade han till Paris, där han senare avlade doktorsexamen vid École des hautes études en sciences sociales.